# Alyssa Sutherland
Alyssa Sutherland (ur. 23 września 1982 w Brisbane) – australijska modelka, a także aktorka filmowa i telewizyjna.

## Życiorys
Karierę modelki rozpoczęła w wieku 15 lat, początkowo w Australii, później zaś przeprowadziła się do Stanów Zjednoczonych. Brała udział w kampaniach reklamowych takich marek jak Bulgari, Garnier, Abercrombie & Fitch, Hugo Boss i innych. Znalazła się na okładkach licznych branżowych czasopism, m.in. „Vogue” (Australia, Rosja), „Elle” (Australia, Niemcy, Portugalia), „Glamour” (Włochy), „Madame Figaro” (Francja).
Zajęła się również aktorstwem. W 2006 wcieliła się w jedną z głównych postaci w filmie Day on Fire, grając u boku Martina Donovana i Olympii Dukakis. W tym samym roku wystąpiła w epizodycznej roli w produkcji Diabeł ubiera się u Prady. W 2013 dołączyła do obsady Wikingów jako księżniczka Aslaug, żona Ragnara Lodbroka.
W 2012 zawarła związek małżeński, jej mężem został filmowiec Laurence Shanet.

## Filmografia
- 2006: Day on Fire
- 2006: Diabeł ubiera się u Prady
- 2008: Detektyw Amsterdam (serial TV)
- 2009: Nie patrz w górę
- 2011: Prawo i porządek: sekcja specjalna (serial TV)
- 2013: Wikingowie (serial TV)
- 2017: Mgła (serial TV)[3]